# María Jesús Bonilla
María Jesús Bonilla Domínguez, née le 28 juillet 1964, est une femme politique espagnole membre du Parti populaire (PP).
Elle est élue députée de la circonscription de Cuenca lors des élections générales de mars 2008.

## Biographie

### Vie privée
Elle est divorcée et mère de deux enfants.

### Études et profession
Elle réalise ses études supérieures à l'université autonome de Madrid (UAM) où elle obtient une licence de droit. Elle est avocate.

### Un mandat de sénatrice
Dans le cadre des élections générales de mars 2000, elle est investie en première place sur le billet sénatorial présenté par le parti dans la circonscription de Cuenca. Avec 66 222 voix sur son nom propre, elle réalise le meilleur score provincial et remporte l'un des quatre mandats de sénateurs dévolus à la démarcation territoriale. Alors âgée de 36 ans, elle occupe des responsabilités de vice-porte-parole à la commission constitutionnelle, à la commission spéciale sur l'Immigration et les Étrangers, et à la commission de la Justice. Elle est notamment choisie comme rapporteuse de la loi régulant le régime de rétribution des magistrats du siège et du parquet et de la loi portant statut organique du Ministère public.

### Députée régionale
Investie en deuxième position sur la liste de Marina Moya dans la circonscription autonomique de Cuenca lors des élections castillanes de mai 2003, elle obtient un siège aux Cortes de Castille-La Manche après que la candidature a remporté trois des huit mandats en jeu. Elle démissionne en conséquence de son mandat sénatorial qui échoit à son suppléant José Montalvo. Membre de la commission de l'Éducation et de la Femme, elle est élue présidente de la commission du contrôle de la télévision publique régionale ainsi que vice-présidente de la commission de la Culture. Également membre suppléante de la députation permanente, elle devient secrétaire générale du groupe des élus PP en juillet 2003, immédiatement après la désignation de María Dolores de Cospedal comme nouvelle présidente du Parti populaire de Castille-La Manche et candidate à la présidence de la Junte des communautés dont elle devient directrice de cabinet.
Promue tête de liste lors des élections régionales de mai 2007, elle conserve ses fonctions de secrétaire générale du groupe parlementaire et devient titulaire à la députation permanente. Elle perd, en revanche, son poste de présidente de commission pour devenir vice-présidente. Elle se démet le 31 mars 2008 à la suite de son élection au Congrès des députés.

### Membre du Congrès des députés
Elle est effectivement investie tête de liste dans la circonscription de Cuenca lors des élections générales de mars 2008, sur proposition du comité électoral provincial du PP. Elle déclare que « Cuenca a beaucoup plus d'opportunités que celles qui lui ont été offertes par les gouvernements socialistes d'Espagne et de Castille-La Manche ; [Cuenca] a été la grande oubliée et mérite beaucoup mieux ». Circonscription nationalement à droite depuis les élections générales de juin 1993, elle reçoit le soutien de 49,84 % des suffrages exprimés et remporte deux mandats sur les trois à pourvoir. Membre des commissions de la Justice et de l'Égalité, elle remplit les fonctions de porte-parole adjointe à celle de la Culture. Elle postule à nouveau lors des élections législatives de novembre 2011 comme tête de liste. Lors de la présentation des candidatures, la présidente du PPCLM María Dolores de Cospedal la définit comme une « femme de concorde, d'accords, de parti, qui représente l'humanité et la proximité ; ce dont ont besoin les citoyens ». Elle est aisément réélue après avoir obtenu 55,91 % des voix. Au Congrès, elle quitte la commission de la Culture pour prendre la responsabilité de première vice-présidente de la commission de l'Étude du changement climatique, en plus de devenir membre de la commission de l'Intérieur, de celle de l'Emploi et de la Sécurité sociale et de la députation permanente. En février 2012, lors du 17e congrès national du Parti populaire célébré à Séville, elle vient renforcer les soutiens de Cospedal dans les organes dirigeants du parti au poste de secrétaire du Comité électoral présidé par la catalane Alicia Sánchez-Camacho,,.
Lors du scrutin législatif de décembre 2015, elle est rétrogradée à la deuxième position sur la liste afin de satisfaire la volonté de Mariano Rajoy de voir ses ministres conduire la liste dans leur province d'attache,. Elle abandonne ses responsabilités précédentes pour devenir porte-parole titulaire à la commission de l'Emploi et de la Sécurité sociale. Réélue lors des élections anticipées de juin 2016, elle accepte avec « illusion et responsabilité » d'être nommée porte-parole adjointe du groupe parlementaire en novembre suivant. Elle fait alors partie de la même promotion que l'ancienne maire de Huesca Ana Alós et l'asturienne Susana López. En mars 2018, à la suite de la nomination de Rubén Moreno comme secrétaire d'État aux Relations avec les Cortes, elle est nommée coordinatrice des commissions par le porte-parole parlementaire Rafael Hernando.
Après l'adoption de la motion de censure contre le gouvernement de Mariano Rajoy et l'annonce de la démission de celui-ci de la présidence du Parti populaire, elle est choisie comme membre de la commission organisatrice (COC) du 19e congrès.

### Maire de Tarancón
Conseillère municipale de Tarancón, elle est désignée cheffe de file du parti lors des élections municipales de mai 2011. Elle remporte alors 4 003 voix — représentant 52,13 % des suffrages exprimés — et obtient une majorité absolue de neuf mandats sur les 17 formant le conseil municipal. Il s'agit du meilleur résultat en nombre de sièges acquis par le PP depuis le rétablissement de la démocratie en 1977. Elle est investie maire le 11 juin suivant au cours d'une séance où les édiles socialistes quittent prématurément la salle du conseil. La fin de son mandat est marquée par une polémique relative aux rétributions du maire et de ses adjoints.
Candidate à sa succession lors des élections locales de mai 2015, elle n'obtient plus que 37,44 % des voix et sept mandats. Une coalition de gauche entre le Parti socialiste ouvrier espagnol et Izquierda Unida permet au socialiste José Manuel López Carrizo d'obtenir l'exacte majorité absolue et d'être proclamé maire. Elle choisit alors de devenir porte-parole du groupe des élus PP dans l'opposition.